# آزیل
آزیل (نام علمی: Azilia) نام یک سرده از تیره چتریان است.